# Bundestagswahlkreis Bodensee
Der Bundestagswahlkreis Bodensee (Wahlkreis 293) ist ein Wahlkreis in Baden-Württemberg, er wurde zur Bundestagswahl 2009 neu gebildet.

## Wahlkreis
Der Wahlkreis umfasst den Bodenseekreis (bis 2005 zum Bundestagswahlkreis Ravensburg – Bodensee) sowie die Gemeinden Herdwangen-Schönach, Illmensee, Pfullendorf und Wald des Landkreises Sigmaringen (vorher Bundestagswahlkreis Zollernalb – Sigmaringen).

## Wahlkreisabgeordnete
| Wahl | Abgeordneter | Abgeordneter     | Partei | Stimmen in % |
| ---- | ------------ | ---------------- | ------ | ------------ |
| 2009 |              | Lothar Riebsamen | CDU    | 45,0         |
| 2013 | 53,9         | Lothar Riebsamen | CDU    |              |
| 2017 | 41,4         | Lothar Riebsamen | CDU    |              |
| 2021 |              | Volker Mayer-Lay | CDU    | 30,4         |
| 2025 | 40,0         | Volker Mayer-Lay | CDU    |              |

## Wahlergebnisse

### Bundestagswahl 2025
| Kandidaten                                            | Kandidaten                    | Parteien/Listen     | Erststimmen | Erststimmen | Zweitstimmen | Zweitstimmen |
| Kandidaten                                            | Kandidaten                    | Parteien/Listen     | Stimmen     | %           | Stimmen      | %            |
| ----------------------------------------------------- | ----------------------------- | ------------------- | ----------- | ----------- | ------------ | ------------ |
|                                                       | Volker Mayer-Laygewählt im WK | CDU                 | 57.654      | 40,0        | 50.583       | 35,0         |
|                                                       | Leon Hahn                     | SPD                 | 21.967      | 15,3        | 18.778       | 13,0         |
|                                                       | Ahmad Al Hamidi               | GRÜNE               | 18.268      | 12,7        | 19.560       | 13,6         |
|                                                       | Akif Akyildiz                 | FDP                 | 4.629       | 3,2         | 8.286        | 5,7          |
|                                                       | Alice Weidel                  | AfD                 | 29.316      | 20,4        | 27.287       | 18,9         |
|                                                       | Peter Reich                   | LINKE               | 6.089       | 4,2         | 8.004        | 5,5          |
|                                                       | –                             | dieBasis            | –           | –           | 507          | 0,4          |
|                                                       | Thomas Schalski               | FREIE WÄHLER        | 3.534       | 2,5         | 2.020        | 1,4          |
|                                                       | –                             | Tierschutzpartei    | –           | –           | 1.053        | 0,7          |
|                                                       | –                             | Die PARTEI          | –           | –           | 585          | 0,4          |
|                                                       | Simon Oberdörffer             | Volt                | 2.332       | 1,6         | 1.117        | 0,8          |
|                                                       | –                             | ÖDP                 | –           | –           | 313          | 0,2          |
|                                                       | –                             | Bündnis C           | –           | –           | 209          | 0,1          |
|                                                       | Ursula Renner                 | MLPD                | 231         | 0,2         | 50           | 0,0          |
|                                                       | –                             | BÜNDNIS DEUTSCHLAND | –           | –           | 153          | 0,1          |
|                                                       | –                             | BSW                 | –           | –           | 5.847        | 4,1          |
| Gesamt                                                | Gesamt                        | Gesamt              | 144.020     | 100         | 144.352      | 100          |
|                                                       |                               |                     |             |             |              |              |
| Ungültige Stimmen                                     | Ungültige Stimmen             | Ungültige Stimmen   | 1.102       | 0,8         | 770          | 0,5          |
| Wähler                                                | Wähler                        | Wähler              | 145.122     | 83,7        | 145.122      | 83,7         |
| Wahlberechtigte                                       | Wahlberechtigte               | Wahlberechtigte     | 173.329     |             | 173.329      |              |
|                                                       |                               |                     |             |             |              |              |
| Quellen: Die Bundeswahlleiterin, Kandidaten – Stimmen |                               |                     |             |             |              |              |

### Bundestagswahl 2021
| Kandidaten                                            | Kandidaten                    | Parteien/Listen      | Erststimmen | Erststimmen | Zweitstimmen | Zweitstimmen |
| Kandidaten                                            | Kandidaten                    | Parteien/Listen      | Stimmen     | %           | Stimmen      | %            |
| ----------------------------------------------------- | ----------------------------- | -------------------- | ----------- | ----------- | ------------ | ------------ |
|                                                       | Volker Mayer-Laygewählt im WK | CDU                  | 41.624      | 30,4        | 36.571       | 26,7         |
|                                                       | Leon Hahn                     | SPD                  | 28.501      | 20,8        | 26.989       | 19,7         |
|                                                       | Maria Heubuch                 | GRÜNE                | 23.385      | 17,1        | 23.635       | 17,3         |
|                                                       | Christian Steffen-Stiehl      | FDP                  | 16.751      | 12,2        | 21.611       | 15,8         |
|                                                       | Alice Weidel                  | AfD                  | 12.584      | 9,2         | 11.916       | 8,7          |
|                                                       | Sander Frank                  | DIE LINKE            | 3.705       | 2,7         | 3.905        | 2,9          |
|                                                       | –                             | Tierschutzpartei     | –           | –           | 1.433        | 1,0          |
|                                                       | Dominik Steuer                | Die PARTEI           | 2.079       | 1,5         | 1.345        | 1,0          |
|                                                       | Thomas Brillisauer            | FREIE WÄHLER         | 3.047       | 2,2         | 2.526        | 1,8          |
|                                                       | –                             | PIRATEN              | –           | –           | 490          | 0,4          |
|                                                       | Annedore Schmid               | ÖDP                  | 931         | 0,7         | 555          | 0,4          |
|                                                       | –                             | NPD                  | –           | –           | 94           | 0,1          |
|                                                       | –                             | DiB                  | –           | –           | 133          | 0,1          |
|                                                       | –                             | MLPD                 | –           | –           | 27           | 0,0          |
|                                                       | –                             | DKP                  | –           | –           | 32           | 0,0          |
|                                                       | Johanna Findeisen-Juskowiak   | dieBasis             | 4.045       | 3,0         | 3.862        | 2,8          |
|                                                       | –                             | Bündnis C            | –           | –           | 202          | 0,1          |
|                                                       | –                             | Bürgerbewegung       | –           | –           | 158          | 0,1          |
|                                                       | –                             | Bündnis21            | –           | –           | 52           | 0,0          |
|                                                       | –                             | LKR                  | –           | –           | 49           | 0,0          |
|                                                       | –                             | Die Humanisten       | –           | –           | 117          | 0,1          |
|                                                       | –                             | Gesundheitsforschung | –           | –           | 125          | 0,1          |
|                                                       | –                             | Team Todenhöfer      | –           | –           | 563          | 0,4          |
|                                                       | –                             | Volt                 | –           | –           | 458          | 0,3          |
|                                                       | Franziska Schmidt             | Einzelbewerberin a   | 103         | 0,1         | –            | –            |
| Gesamt                                                | Gesamt                        | Gesamt               | 136.755     | 100         | 136.848      | 100          |
|                                                       |                               |                      |             |             |              |              |
| Ungültige Stimmen                                     | Ungültige Stimmen             | Ungültige Stimmen    | 1.083       | 0,8         | 990          | 0,7          |
| Wähler                                                | Wähler                        | Wähler               | 137.838     | 79,0        | 137.838      | 79,0         |
| Wahlberechtigte                                       | Wahlberechtigte               | Wahlberechtigte      | 174.430     |             | 174.430      |              |
|                                                       |                               |                      |             |             |              |              |
| Quellen: Die Bundeswahlleiterin, Kandidaten – Stimmen |                               |                      |             |             |              |              |

### Bundestagswahl 2017
| Kandidaten                                            | Kandidaten                    | Parteien/Listen   | Erststimmen | Erststimmen | Zweitstimmen | Zweitstimmen |
| Kandidaten                                            | Kandidaten                    | Parteien/Listen   | Stimmen     | %           | Stimmen      | %            |
| ----------------------------------------------------- | ----------------------------- | ----------------- | ----------- | ----------- | ------------ | ------------ |
|                                                       | Lothar Riebsamengewählt im WK | CDU               | 56.165      | 41,4        | 50.428       | 37,1         |
|                                                       | Leon Hahn                     | SPD               | 24.451      | 18,0        | 19.321       | 14,2         |
|                                                       | Markus Böhlen                 | GRÜNE             | 18.811      | 13,9        | 20.015       | 14,7         |
|                                                       | Christian Steffen-Stiehl      | FDP               | 11.999      | 8,8         | 17.954       | 13,2         |
|                                                       | Alice Weidel                  | AfD               | 14.079      | 10,4        | 14.164       | 10,4         |
|                                                       | Claudia Haydt                 | DIE LINKE         | 7.185       | 5,3         | 8.316        | 6,1          |
|                                                       | –                             | PIRATEN           | –           | –           | 462          | 0,3          |
|                                                       | –                             | NPD               | –           | –           | 265          | 0,2          |
|                                                       | –                             | Tierschutzpartei  | –           | –           | 919          | 0,7          |
|                                                       | Antonio Falla                 | Freie Wähler      | 1.338       | 1,0         | 1.001        | 0,7          |
|                                                       | Sylvia Hiß-Petrowitz          | ÖDP               | 1.412       | 1,0         | 726          | 0,5          |
|                                                       | –                             | MLPD              | –           | –           | 58           | 0,0          |
|                                                       | –                             | Tierschutzallianz | –           | –           | 260          | 0,2          |
|                                                       | –                             | BGE               | –           | –           | 286          | 0,2          |
|                                                       | –                             | DiB               | –           | –           | 208          | 0,2          |
|                                                       | –                             | DKP               | –           | –           | 16           | 0,0          |
|                                                       | –                             | DM                | –           | –           | 278          | 0,2          |
|                                                       | –                             | Die Rechte        | –           | –           | 42           | 0,0          |
|                                                       | –                             | Menschliche Welt  | –           | –           | 239          | 0,2          |
|                                                       | –                             | Die PARTEI        | –           | –           | 794          | 0,6          |
|                                                       | –                             | V-Partei³         | –           | –           | 199          | 0,1          |
|                                                       | Martin Rosenacker             | Einzelbewerber    | 230         | 0,2         | –            | –            |
|                                                       | Elfriede Schuler              | Einzelbewerber    | 124         | 0,1         | –            | –            |
| Gesamt                                                | Gesamt                        | Gesamt            | 135.794     | 100         | 135.951      | 100          |
|                                                       |                               |                   |             |             |              |              |
| Ungültige Stimmen                                     | Ungültige Stimmen             | Ungültige Stimmen | 1.352       | 1,0         | 1.195        | 0,9          |
| Wähler                                                | Wähler                        | Wähler            | 137.146     | 79,4        | 137.146      | 79,4         |
| Wahlberechtigte                                       | Wahlberechtigte               | Wahlberechtigte   | 172.782     |             | 172.782      |              |
|                                                       |                               |                   |             |             |              |              |
| Quellen: Die Bundeswahlleiterin, Kandidaten – Stimmen |                               |                   |             |             |              |              |

### Bundestagswahl 2013
| Kandidaten                                            | Kandidaten                    | Parteien/Listen     | Erststimmen | Erststimmen | Zweitstimmen | Zweitstimmen |
| Kandidaten                                            | Kandidaten                    | Parteien/Listen     | Stimmen     | %           | Stimmen      | %            |
| ----------------------------------------------------- | ----------------------------- | ------------------- | ----------- | ----------- | ------------ | ------------ |
|                                                       | Lothar Riebsamengewählt im WK | CDU                 | 68.333      | 53,9        | 61.961       | 48,7         |
|                                                       | Jochen Jehle                  | SPD                 | 26.105      | 20,6        | 23.125       | 18,2         |
|                                                       | Hans-Peter Wetzel             | FDP                 | 4.955       | 3,9         | 8.086        | 6,4          |
|                                                       | Alexander Gaus                | GRÜNE               | 14.224      | 11,2        | 14.955       | 11,8         |
|                                                       | Annette Groth                 | DIE LINKE           | 5.749       | 4,5         | 5.629        | 4,4          |
|                                                       | Carsten Göpfert               | PIRATEN             | 2.825       | 2,2         | 2.594        | 2,0          |
|                                                       | Tim Belz                      | NPD                 | 1.594       | 1,3         | 1.091        | 0,9          |
|                                                       | –                             | REP                 | –           | –           | 303          | 0,2          |
|                                                       | –                             | Tierschutzpartei    | –           | –           | 950          | 0,7          |
|                                                       | Franz Weber                   | ÖDP                 | 1.415       | 1,1         | 902          | 0,7          |
|                                                       | –                             | PBC                 | –           | –           | 163          | 0,1          |
|                                                       | –                             | Volksabstimmung     | –           | –           | 362          | 0,3          |
|                                                       | –                             | MLPD                | –           | –           | 51           | 0,0          |
|                                                       | –                             | BüSo                | –           | –           | 21           | 0,0          |
|                                                       | –                             | AfD                 | –           | –           | 5.689        | 4,5          |
|                                                       | –                             | BIG                 | –           | –           | 37           | 0,0          |
|                                                       | –                             | pro Deutschland     | –           | –           | 75           | 0,1          |
|                                                       | Helmut Wolfer                 | FREIE WÄHLER        | 1.566       | 1,2         | 863          | 0,7          |
|                                                       | -                             | PARTEI DER VERNUNFT | –           | –           | 98           | 0,1          |
|                                                       | -                             | RENTNER             | –           | –           | 254          | 0,2          |
| Gesamt                                                | Gesamt                        | Gesamt              | 126.766     | 100         | 127.209      | 100          |
|                                                       |                               |                     |             |             |              |              |
| Ungültige Stimmen                                     | Ungültige Stimmen             | Ungültige Stimmen   | 1.930       | 1,5         | 1.487        | 1,2          |
| Wähler                                                | Wähler                        | Wähler              | 128.696     | 75,3        | 128.696      | 75,3         |
| Wahlberechtigte                                       | Wahlberechtigte               | Wahlberechtigte     | 171.016     |             | 171.016      |              |
|                                                       |                               |                     |             |             |              |              |
| Quellen: Die Bundeswahlleiterin, Kandidaten – Stimmen |                               |                     |             |             |              |              |

### Bundestagswahl 2009
| Kandidaten                                          | Kandidaten                    | Parteien/Listen      | Erststimmen | Erststimmen | Zweitstimmen | Zweitstimmen |
| Kandidaten                                          | Kandidaten                    | Parteien/Listen      | Stimmen     | %           | Stimmen      | %            |
| --------------------------------------------------- | ----------------------------- | -------------------- | ----------- | ----------- | ------------ | ------------ |
|                                                     | Lothar Riebsamengewählt im WK | CDU                  | 54.169      | 45,0        | 44.205       | 36,6         |
|                                                     | Jochen Jehle                  | SPD                  | 23.587      | 19,6        | 20.080       | 16,6         |
|                                                     | Alexander Reuter              | FDP                  | 16.521      | 13,7        | 24.483       | 20,3         |
|                                                     | Petra Selg                    | GRÜNE                | 17.349      | 14,4        | 16.962       | 14,0         |
|                                                     | Detlef Schönig                | DIE LINKE            | 7.077       | 5,9         | 7.775        | 6,4          |
|                                                     | Roland Müller                 | NPD                  | 1.771       | 1,5         | 1.277        | 1,1          |
|                                                     | –                             | REP                  | –           | –           | 628          | 0,5          |
|                                                     | –                             | PBC                  | –           | –           | 344          | 0,3          |
|                                                     | –                             | MLPD                 | –           | –           | 57           | 0,0          |
|                                                     | –                             | BüSo                 | –           | –           | 57           | 0,0          |
|                                                     | –                             | Volksabstimmung      | –           | –           | 402          | 0,3          |
|                                                     | –                             | ADM                  | –           | –           | 148          | 0,1          |
|                                                     | –                             | DVU                  | –           | –           | 67           | 0,1          |
|                                                     | –                             | DIE VIOLETTEN        | –           | –           | 444          | 0,4          |
|                                                     | –                             | Die Tierschutzpartei | –           | –           | 813          | 0,7          |
|                                                     | –                             | ödp                  | –           | –           | 705          | 0,6          |
|                                                     | –                             | PIRATEN              | –           | –           | 2.441        | 2,0          |
| Gesamt                                              | Gesamt                        | Gesamt               | 120.474     | 100         | 120.888      | 100          |
|                                                     |                               |                      |             |             |              |              |
| Ungültige Stimmen                                   | Ungültige Stimmen             | Ungültige Stimmen    | 2.181       | 1,8         | 1.767        | 1,4          |
| Wähler                                              | Wähler                        | Wähler               | 122.655     | 73,1        | 122.655      | 73,1         |
| Wahlberechtigte                                     | Wahlberechtigte               | Wahlberechtigte      | 167.789     |             | 167.789      |              |
|                                                     |                               |                      |             |             |              |              |
| Quellen: Der Bundeswahlleiter, Kandidaten – Stimmen |                               |                      |             |             |              |              |